# Nicole Car
Pour les articles homonymes, voir Car.
Nicole Car, née en 1985, est une soprano australienne.

## Biographie
Née à Essendon dans la banlieue de Melbourne, en 1985, Nicole Car commence à prendre des cours de chant à huit ans, après s'être essayée au piano. Elle joue également de la clarinette et fait partie du chœur du Strathmore Secondary College, où elle se produit régulièrement dans les spectacles de fin d'année, en chantant du jazz. Pendant sa dernière année dans cet établissement, elle découvre l'opéra  en assistant à une représentation de Tosca, avec Deborah Riedel dans le rôle titre, au Théâtre d'État de Melbourne. Encouragée par Kirk Skinner, le directeur musical en 2003 du spectacle Victorian State Schools Spectacular où elle se produit, qui estime qu'elle a une « voix d'opéra », elle s'oriente vers des études de musique classique à l'Université de Melbourne. Elle y prend des cours de chant avec Anna Connolly, rejoint le Victorian College of the Arts pour sa dernière année, et y obtient une licence (« Bachelor of Music »).
Nicole Car remporte en 2007 le prix Herald Sun Aria, en interprétant des airs de Verdi et de Puccini. En 2009, elle interprète un premier rôle majeur, au Victorian Opera de Melbourne, celui de Donna Anna dans Don Giovanni de Mozart. Elle se produit ensuite à la Royal Opera House, à l'Opéra allemande de Berlin, au Semperoper ainsi qu'à l'Opéra de Dallas.
En 2017, elle interprète le rôle de Tatiana dans Eugène Onéguine de Tchaïkovski à l'Opéra Bastille à Paris. En 2018, elle reprend à l'Opéra de Marseille le rôle de Violetta dans La Traviata de Verdi, qu'elle avait chanté pour la première fois à l'Opéra de Sydney en mars de la même année.
En 2018, elle fait ses débuts au Bayerische Staatsoper de Munich en interprétant Tatiana dans Eugène Onégine. En 2019, elle débute au Metropolitan Opera en chantant Mimì dans La Bohème, puis elle interprète le rôle-titre de La Traviata et Marguerite de Faust à l’Opéra de Marseille et Tatiana au Deutsche Oper de Berlin. À l’Opéra de Paris, elle est Micaëla dans Carmen, puis Donna Elvira dans Don Giovanni, Amelia dans Simon Boccanegra en 2024.

## Distinctions
En 2012, elle remporte l'ASC Opera Award dont elle avait été finaliste en 2008. Elle remporte aussi en 2013 la quinzième édition de la compétition des nouvelles voix (« Neue Stimmen ») de la fondation Bertelsmann Stiftung.
En 2016, elle reçoit le Helpmann Award « Best Female Performer in Opera » pour son interprétation du rôle-titre de Luisa Miller à Opera Australia.

## Vie privée
Nicole Car est mariée au baryton canadien Étienne Dupuis avec qui elle partage souvent la scène comme en 2019 dans Don Giovanni, Don Carlo et Simon Boccanegra en 2024 à Paris et dans Faust, La Traviata à Marseille ou en 2022 dans Hérodiade à Lyon et à Paris . Ils ont un garçon né en 2018.

## Discographie
- Heroines (2018). Nicole Car, Australian Chamber Orchestra, Richard Tognetti, Satu Vanska
- The Kiss (2018). Nicole Car, Australian Opera and Ballet Orchestra, Andrea Molino.
- Brahms: A German Requiem (2018). Nicole Car, Teddy Tahu Rhodes, Melbourne Symphony Orchestra, MSO Chorus, Johannes Fritzsch.